# دراگانا مارینکوویچ

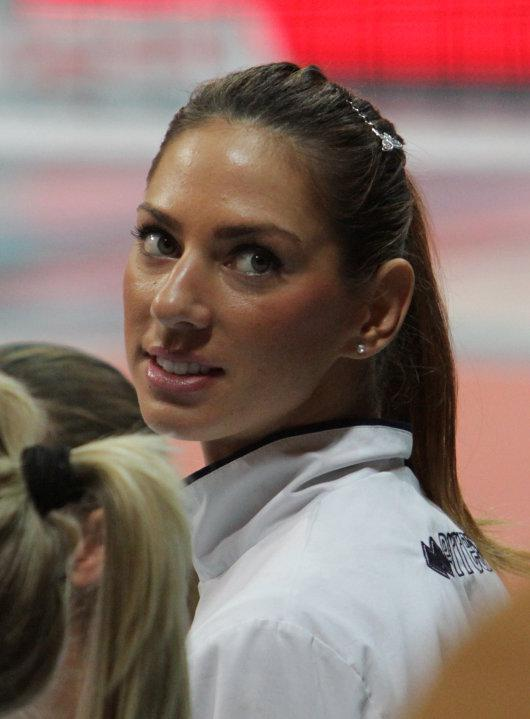
دراگان مارینکوویچ

دراگان مارینکوویچ (به کرواتی: Dragana Marinković) (زاده ۱۹ اکتبر ۱۹۸۲) بازیکن والیبال اهل کرواسی که عضو تیم ملی والیبال زنان کرواسی است.